# دوشیزه جهان ۲۰۱۸
دوشیزه جهان ۲۰۱۸ (انگلیسی: Miss Universe 2018)؛ ۶۷مین دوره دوشیزه جهان بود، که در ۱۷ دسامبر ۲۰۱۸ در استان نونتابوری، تایلند برگزار شد.کاتریونا گری از فیلیپین توانست برنده این رویداد شود.